# Breathless (canção)
"Breathless" é um compacto da banda irlandesa The Corrs, lançado em 2000, a partir do segundo álbum da banda In Blue.
A canção integrou a trilha sonora internacional da novela "Uga Uga", de autoria de Carlos Lombardi, exibida pela TV Globo entre 2000/2001 como tema da personagem "Bionda", interpretada por Mariana Ximenes.

## Lista de faixas
1. "Breathless"
2. "Head in the Air"
3. "Judy"

- "Judy" não está disponível na versão dos Estados Unidos.

## Desempenho nas paradas musicais
| Parada                                        | Melhor posição |
| --------------------------------------------- | -------------- |
| Irish Singles Chart                           | 3              |
| UK Singles Chart                              | 1              |
| ARIA Charts                                   | 7              |
| Recording Industry Association of New Zealand | 13             |
| Billboard 200                                 | 15             |
| Swiss Singles Charts                          | 19             |
| Media Control Charts                          | 15             |
| Brasil Top 100 Singles                        | 65             |